# Glenn Resch
Glenn Allan „Chico“ Resch (* 10. Juli 1948 in Moose Jaw, Saskatchewan) ist ein ehemaliger US-amerikanisch-kanadischer Eishockeytorwart und -trainer, der von 1973 bis 1987 für die New York Islanders, Colorado Rockies, New Jersey Devils und Philadelphia Flyers in der National Hockey League spielte.

## Karriere
Als Junior war er auf der University of Minnesota Duluth und spielte für das dortige Team. Nach einer Saison mit den Muskegon Mohawks in der IHL gaben ihn die Montreal Canadiens, bei denen die Rechte an Resch lagen, für die er jedoch nie gespielt hatte, im Sommer 1972 an die New York Islanders ab.
In der ersten Saison spielte er in der AHL für die New Haven Nighthawks. Zu seinem Debüt in der NHL kam er in der Saison 1973/74, doch neben zwei NHL-Einsätzen spielte er meist für die Fort Worth Wings in der CHL und wurde dort als bester Torhüter der Liga ausgezeichnet. Der Durchbruch in der NHL gelang ihm im Jahr darauf. Bis zum Anfang der 80er Jahre blieb er bei den Islanders. In dieser Zeit wurde er zweimal ins Second All-Star Team gewählt und spielte ebenso oft im NHL All-Star Game. 1976 spielte er für die kanadische Eishockeynationalmannschaft beim Canada Cup. In der Saison 1979/80, als die Islanders den ersten von vier Stanley Cups nach New York holten, war er Stammtorwart in der regulären Saison. In den Playoffs wurde Billy Smith häufiger eingesetzt als er.
Im Laufe der Saison 1980/81, wurde er zusammen mit Steve Tambellini an die Colorado Rockies abgegeben. Mit dem Team zog er 1982 um und spielte weitere dreieinhalb Jahre für die New Jersey Devils. In dieser Zeit gewann er die Bill Masterton Memorial Trophy und spielte sein drittes All-Star Game. Bei der Eishockey-Weltmeisterschaft 1982 spielte er nun für die US-amerikanische Eishockeynationalmannschaft, für die er zwei Jahre später auch beim Canada Cup antrat.
Zum Ende der Saison 1985/86 wurde er an die Philadelphia Flyers weitergereicht. Hier half er mit, die Lücke, die Pelle Lindbergh nach seinem Tod hinterlassen hatte, zu schließen. In der folgenden Saison unterstützte er den jungen Ron Hextall, der nun Stammtorwart der Flyers war, bevor er im Sommer 1987 seine aktive Karriere beendete.
Doc and Chico.jpg

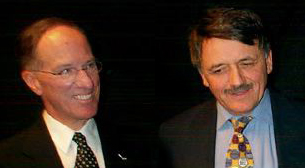
„Doc“ Emrick und „Chico“ Resch als TV-Kommentatoren der New Jersey Devils

In der Mitte der 1990er Jahre war er bei den neu gegründeten Ottawa Senators als Torwart- und Assistenztrainer beschäftigt.
Seinen Spitznamen „Chico“ erhielt er von einem Mannschaftskameraden in der Zeit bei den Islanders in Anlehnung an die amerikanische Fernsehserie Chico and the Man. Um das Jahr 2000 wurde der Spitzname auch für Robert Esche verwendet, dessen Name R. Esche an Resch erinnerte.

## Sportliche Erfolge
- Canada Cup: 1976
- Stanley Cup: 1980

### Persönliche Auszeichnungen
- WCHA Second All-Star Team: 1971
- IHL First All-Star Team: 1972
- James Norris Memorial Trophy: 1972
- Garry F. Longman Memorial Trophy: 1972
- CHL First All-Star Team: 1974
- CHL Most Valuable Player Award: 1974
- NHL Second All-Star Team: 1976 und 1979
- Bill Masterton Memorial Trophy: 1982
- Teilnahme am NHL All-Star Game: 1976, 1977 und 1984